# Dendrobium exilifolium
Dendrobium exilifolium är en orkidéart som beskrevs av Oakes Ames och Charles Schweinfurth. Dendrobium exilifolium ingår i släktet Dendrobium, och familjen orkidéer. Inga underarter finns listade i Catalogue of Life.